# Novogovor
Novogovor ili novozbor (engl. Newspeak) predstavlja izmišljeni jezik koji je engleski pisac George Orwell stvorio za potrebe svog romana Tisuću devetsto osamdeset četvrte, gdje je opisan kao službeni jezik fiktivne države Oceanije. Novogovor je u toj fikciji pojednostavljeni engleski jezik sa znatno smanjenim rječnikom i pojednostavljenom gramatikom. Orwell je u eseju koji predstavlja dodatak romana objasnio da je umjetno stvoren s ciljem da uklanjanjem "problematičnih" pojmova zaustavi zlomisao, odnosno prihvaćanje "problematičnih" ideja o slobodi i pobuni koje bi mogle ugroziti vladajući poredak. Kao i brojne druge riječi koje su se pojavile u romanu, tako je i novogovor ušao u široku uporabu, najčešće u pogrdnu smislu da bi se označila ideološka isključivost.

## Više informacija
- politička ispravnost

## Vanjske poveznice
- Roman 1984 (engl.)
- Newspeak dictionary  Arhivirana inačica izvorne stranice od 19. svibnja 2006. (Wayback Machine) (engl.)